# Universität Bío-Bío

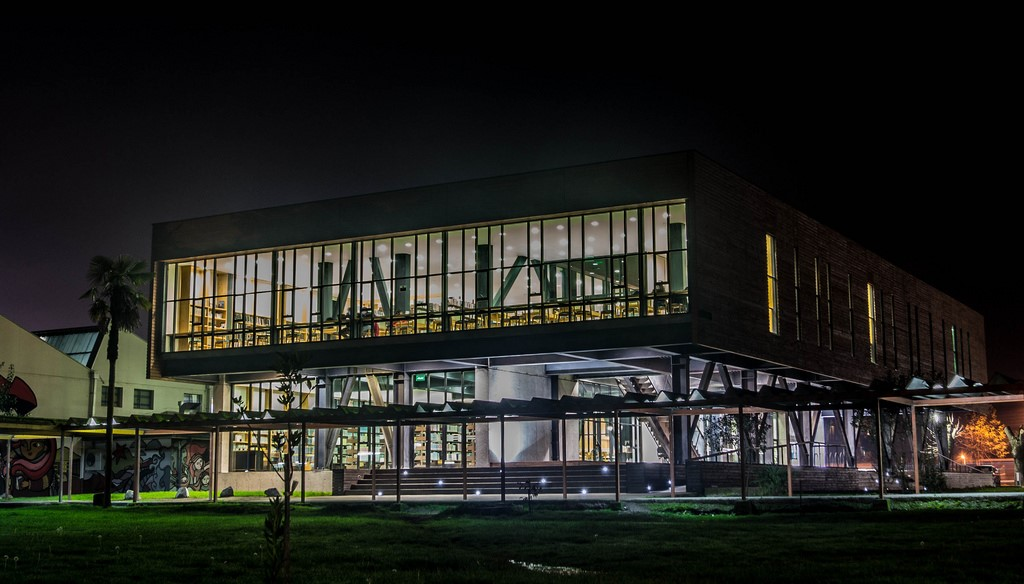
Bibliothek der Universität Bío-Bío (2018)

Die Universität Bío-Bío (spanisch: Universidad del Bío-Bío) ist eine Universität in Concepción und gehört zu den traditionellen Universitäten Chiles.

## Geschichte
Die Universität wurde im Jahr 1947 als Campus Concepción der Universidad Técnica del Estado (UTE) gegründet, unter deren Dach sämtliche technischen Fakultäten des Landes zusammengefasst waren. Im Jahr 1980 wurde der Campus im Rahmen einer landesweiten Universitätsreform zur Universität Bío-Bío. Sie ist nach dem Río Bío Bío, einem Fluss, benannt.
In ihrer heutigen Form entstand die Universität im Jahr 1988 durch Vereinigung mit dem Instituto Profesional de Chillán, welches aus dem 1966 gegründeten Campus Ñuble der Universidad de Chile (UCh) hervorgegangen war.
Die Universität wurde im Jahr 2009 durch die Nationale Kommission für Akkreditierung (Comisión Nacional de Acreditación) für fünf Jahre bis 2014 zertifiziert.
Die Universität erhielt nach der Rangliste der AméricaEconomía 2012 den 17. Platz innerhalb Chile und in den QS World University Rankings 2013 den Rang 151 in Lateinamerika.

## Fakultäten
An der Universität Bío-Bío bestehen 6 Fakultäten:
- Fakultät für Betriebswirtschaft
- Fakultät für Architektur, Bau und Planung
- Fakultät für Naturwissenschaften
- Fakultät für Ingenieurwissenschaften
- Fakultät für Bildung und Humanities
- Fakultät für Gesundheitswissenschaften und Ernährung

## Weblink
- Offizielle Webseiten (spanisch)